# Vlaamse Vereniging voor Orthopedagogen
De Vlaamse Vereniging voor Orthopedagogen, kortweg Vvo genoemd, is een belangenvereniging onder vorm van een vzw van orthopedagogen.

## Geschiedenis
Eind jaren zestig verenigden orthopedagogiestudenten, voornamelijk van de Katholieke Universiteit Leuven zich in een "V.O.O.G.", de Vereniging van Orthopedagogen en Orthopedagogisch Geïnteresseerden. Deze vereniging ging later op in een groep die de orthopedagogen uit alle Vlaamse universiteiten wilde bereiken: de huidige Vvo ontstond in 1981.

## Doelstelling
De Vvo wil:
- beroepsbelangen van orthopedagogen behartigen
- optreden als spreekbuis naar de overheid in het beleid
- vorming en studie organiseren m.b.t. het orthopedagogische werkveld;
- het onderling contact tussen orthopedagogen bevorderen.

Deze doelstellingen krijgen onder meer vorm in de uitgave het Vlaams Tijdschrift voor Orthopedagogiek. Deze uitgave groeide uit tot een volwaardig tijdschrift (bredere doelstelling dan alleen maar "ledenblad") mede door de inbreng van de "Vlaamse Wetenschappelijke Vereniging van Orthopedagogen", een groep rond academici in de orthopedagogiek.
De Vlaamse Vereniging voor Orthopedagogen organiseert ook jaarlijks studiedagen over thema's die actueel zijn en relevantie voor het orthopedagogische werkveld hebben.